# История почты и почтовых марок Восточной Румелии
История почты и почтовых марок Восточной Румелии соответствует периоду существования автономной османской провинции на территории Южной Болгарии с 1878 года до фактического присоединения её к Княжеству Болгария в 1885 году. Для Восточной Румелии с 1881 по 1885 года выпускались собственные марки.

## Восточная Румелия (1878—1885)

### История почты

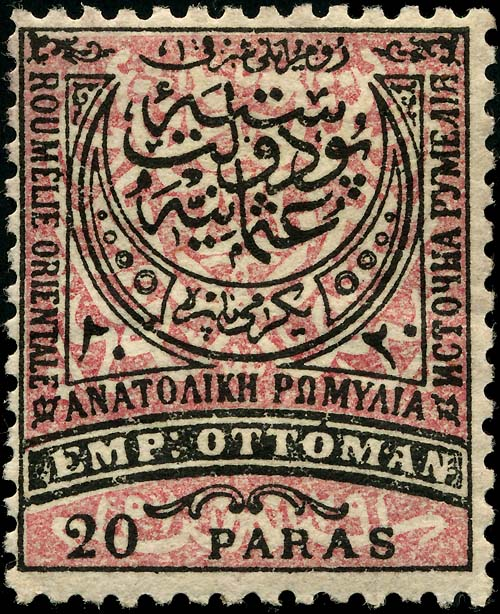
Почтовая марка Восточной Румелии, 1881

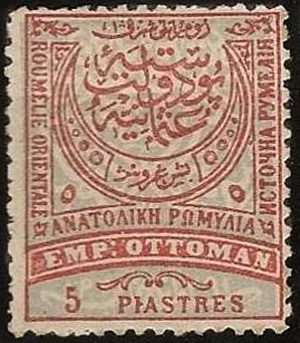
Почтовая марка Восточной Румелии, 1881

Согласно Берлинскому трактату 1878 года южная часть Болгарии была оставлена в составе Османской империи в качестве автономной провинции Восточная Румелия.
1 июля 1879 года в Восточной Румелии был учреждён Почтово-телеграфный департамент при Министерстве сельского хозяйства, торговли и общественных зданий, главой которого был назначен Душко Кесяков. 19 июля того же года русские власти передали в ведение Восточной Румелии 14 почтово-телеграфных станций с персоналом около 100 человек.
В сентябре 1879 года, по сообщению журнала «Марица», почта Восточной Румелии начала получать и доставлять различную корреспонденцию. Почтовые перевозки осуществлялись по железной дороге Пловдив — Ямбол или на почтовых телегах. С 1 октября того же года были открыты почтовые станции в приграничных станции Ихтиман и селе Шипка для переписки с Княжеством Болгария. Отправка международной корреспонденции осуществлялась ежедневно через Константинополь.
23 декабря 1881 года Областное собрание Восточной Румелии утверждило «Устройство межсельской почты». Сельская почта была организована в границах административного района, который делился на почтовые участки. При этом один сборный пункт обслуживал несколько сёл, отдалённых друг от друга на расстояние не более 5 км. Письма в пределах района не оплачивались почтовыми марками, взималась только оплата в 10 пара за услуги межсельских курьеров.
К 1884 году в Восточной Румелии существовало 27 телеграфных станций, девять из них были круглосуточными. Длина телеграфных линий составляла 1217 км. Телеграммы принимались написанными на болгарском языке или латыни. Тариф составлял 15 пара за 20 слов. За умышленную порчу телеграфных линий и оборудования предусматривалось наказание от 3 месяцев до 2 лет лишения свободы.

### Выпуски марок
Первыми почтовыми марками для Восточной Румелии послужили марки Османской империи 1876 года с надпечаткой ручным штемпелем синей краской аббревиатуры «RO» (от фр. «Roumelie Orientale»), которые появились в обращении в 1881 году. В Пловдиве на марке номиналом в 10 пара была сделана надпечатка полного названия провинции «Roumelie Orientale». Надпечатка существует в двух вариантах написания — по кругу и по двум дугам.
В том же 1881 году в обращение поступила серия из 5 марок, подготовленная в Константинополе. Их рисунок повторял рисунок марок Османской империи 1880 года, но с надписью «Восточная Румелия» на французском, греческом, болгарском и турецком языках. Марки Восточной Румелии — одни из первых марок мира с надписями на нескольких языках. При печатании марки в 1 пиастр в печатной форме оказалось клише марки Османской империи того же номинала. Поэтому марка в 1 пиастр встречается в паре с маркой Османской империи. Марка номиналом в 10 пара существует в цветах марки номиналом в 20 пара. Все марки известны без зубцов.
В 1884 году были выпущены ещё две марки Восточной Румелии номиналами в 5 и 10 пара в изменённых цветах.

## Южная Болгария (1885)

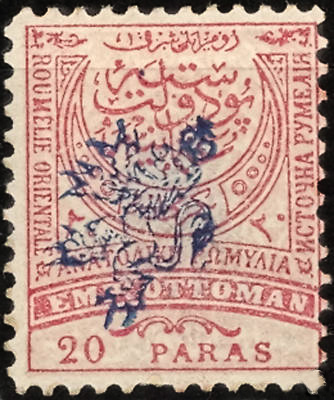
Почтовая марка Южной Болгарии, 1885

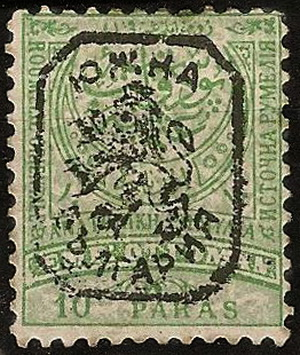
Почтовая марка Южной Болгарии, 1885

6 сентября 1885 года, после крупного болгарского восстания, территория Восточной Румелии была присоединена к Княжеству Болгария. Сразу же после этого Главное управление почт и телеграфов распорядилось рассматривать обмен корреспонденцией между Северной и Южной Болгарией как внутренний и применять единые тарифы.
8 сентября того же года на марках Восточной Румелии была сделана надпечатка чёрной или синей краской болгарского геральдического льва без рамки. 11 сентября были выпущены марки с надпечаткой геральдического льва в рамке с надписью болг. «Южна България». Существуют различные типы надпечаток, а также двойные и перевёрнутые надпечатки.
С 1 октября 1885 года на территории Восточной Румелии (Южной Болгарии) в обращении поступили марки Болгарии.